# Los Llanos (kommun)
Los Llanos är en kommun i Dominikanska republiken.   Den ligger i provinsen San Pedro de Macorís, i den östra delen av landet, 50 km öster om huvudstaden Santo Domingo. Antalet invånare i kommunen är cirka 23 000.